# Jensen GT
La GT è un'autovettura prodotta dalla Jensen Motors Ltd tra il 1975 ed il 1976.

## Il contesto
Con la crisi petrolifera seguita alla guerra del Kippur (novembre 1973), il modo di concepire l'automobile cambiò radicalmente. Le coupé e le spider, autentiche regine degli anni sessanta, vennero messe "all'indice", accusate d'essere frivole in un momento buio e assetate di preziosa benzina.
I costruttori di automobili sportive corsero ai ripari cercando di renderle più "accettabili" eticamente. La soluzione individuata dalla maggioranza di essi fu quella d'unire la sportività delle cupe alla praticità delle station wagon. Nacquero così le Sport Estate, vale a dire delle coupé con carrozzeria hatchback e portellone posteriore.
S'inserì in questo filone anche la Jensen, quando, nel 1975, presentò la versione coupé della spyder Jensen Healey.
Date le limitate risorse finanziarie disponibili venne conservata la carrozzeria della versione aperta sulla quale s'innestò, con successo estetico, un padiglione di tipo hatchback.
La meccanica era identica a quella della spyder, incluso il motore Lotus Cars 16 valvole di 2 litri da 144cv, mentre le finiture erano di alto livello (con pelle e legno pregiato ovunque).
La crisi finanziaria della Jensen, che chiuse i battenti nel 1976, impedì alla GT di misurasi col mercato.
In tutto ne sono stati assemblati 509 esemplari.